# On an Island
On an Island é o terceiro álbum de estúdio de David Gilmour, mais conhecido como guitarrista do Pink Floyd, lançado em 2006. É o primeiro trabalho de Gilmour desde o último disco de inéditas do Pink Floyd, The Division Bell em 1994. Em sua carreira solo, sucedeu About Face, de 1984.
O álbum foi lançado propositalmente no mesmo dia do aniversário de sessenta anos de Gilmour (6 de março de 2006). Posteriormente, foi indicado ao Grammy na categoria melhor instrumental de rock pela faixa de abertura "Castellorizon". Em "Red Sky at Night", há a estréia profissional de Gilmour como saxofonista.
Foi co-produzido por Gilmour juntamente com o guitarrista do Roxy Music Phil Manzanera e com o produtor Chris Thomas. Incluem-se entre as participações especiais o tecladista do Pink Floyd Richard Wright, Graham Nash e David Crosby (da banda Crosby, Stills, Nash & Young), além do pianista Jools Holland.

## Produção
Grande parte do álbum foi gravado no estúdio particular de Gilmour, o barco flutuante Astoria. A faixa "Smile" foi tocada brevemente em uma forma não masterizada no programa da BBC2 Three Men in a Boat, que retratou uma viagem pelo rio Tâmisa que passou pela casa flutuante. Outras seções foram gravadas na fazenda de David em Sussex e no British Grove Studios de Mark Knopfler.
As orquestrações do álbum foram arranjadas pelo compositor polonês Zbigniew Preisner e regidas por Robert Ziegler. A orquestra foi gravada no Abbey Road Studios por Simon Rhodes.

## Desempenho nas paradas
On an Island entrou nas paradas de álbuns do Reino Unido em 1º lugar, dando a Gilmour seu primeiro álbum no topo das paradas fora do Pink Floyd. Alcançou o 1º lugar nas paradas europeias e o 2º lugar no Canadá, Portugal e Islândia. Também proporcionou a Gilmour seu primeiro álbum no TOP 10 dos Estados Unidos, alcançando a 6ª posição.

## Faixas
1. "Castellorizon" (Gilmour) — 3:54
2. "On An Island" (Gilmour/Samson) — 6:47
3. "The Blue" (Gilmour/Samson) — 5:26
4. "Take a Breath" (Gilmour/Samson) — 5:44
5. "Red Sky at Night" (Gilmour) — 2:51
6. "This Heaven" (Gilmour/Samson) — 4:24
7. "Then I Close My Eyes" (Gilmour) — 5:26
8. "Smile" (Gilmour/Samson) — 4:03
9. "A Pocketful of Stones" (Gilmour/Samson) — 6:17
10. "Where We Start" (Gilmour) — 6:45

## Integrantes
- David Gilmour - guitarra, vocal, cümbüş e saxofone (em "Red Sky At Night")
- Phil Manzanera - guitarra e vocal
- Guy Pratt - baixo, vocal e guitarra em "Then I Close My Eyes"
- Richard Wright - teclado e vocal
- Jon Carin - teclado, vocal e guitarra havaiana
- Dick Parry - saxofone tenor e barítono
- Steve DiStanislao - bateria, percussão e vocal